# Bristol County (Rhode Island)
Bristol County is een van de 5 county's in de Amerikaanse staat Rhode Island.
De county heeft een landoppervlakte van 64 km² en telt 50.648 inwoners (volkstelling 2000). De hoofdplaats is Bristol.

## Bevolkingsontwikkeling
Bristol · Kent · Newport · Providence · Washington